# Djalma Santos
Dejalma dos Santos, meglio noto come Djalma Santos (San Paolo, 27 febbraio 1929 – Uberaba, 23 luglio 2013), è stato un calciatore brasiliano, di ruolo difensore.
Considerato uno dei più forti difensori brasiliani della storia del calcio, rientra nella ristretta cerchia dei calciatori con almeno 1000 presenze in carriera. Nel marzo del 2004, Pelé lo ha anche inserito nella FIFA 100, la lista dei 125 migliori calciatori viventi, redatta in occasione del Centenario della FIFA.
Con la nazionale brasiliana ha partecipato a quattro edizioni dei Campionati mondiali di calcio: Svizzera 1954, Svezia 1958, Cile 1962 e Inghilterra 1966, vincendo in Svezia e Cile.

## Caratteristiche tecniche
Dopo aver iniziato la carriera come centrocampista, Santos riscosse grandi successi come terzino destro, ruolo nel quale è considerato uno dei migliori interpreti nella storia del calcio, potendo tuttavia adattarsi anche come difensore centrale. Aveva un'ottima tecnica ed un fisico prestante, era noto per la sua resistenza, la marcatura e l'abilità nei contrasti e nonostante la piccola stazza, era capace nel gioco aereo, caratteristiche dalle quali gli derivò il soprannome di Muralha, assegnatogli dallo scrittore Edoardo Galeano.
Le qualità di Santos non si esaurivano alla fase difensiva, infatti eccelleva anche nella tecnica individuale e nelle capacità offensive, che lo videro contribuire all'accrescimento del ruolo del terzino, era dotato di un ottimo controllo della palla, buon dribbling, creatività e un'accurata capacità di passaggio, si concedeva spesso giocate raffinate e rischiosi dribbling, anche sotto pressione o dentro la propria area di rigore. Fu uno dei primi terzini a spingersi in avanti e ad effettuare sovrapposizioni per contribuire alla fase offensiva. Santos era anche un ottimo battitore di calci di punizione e rigore ed era capace di effettuare lunghe rimesse laterali.
In aggiunta alle sue qualità come calciatore si aggiungevano grandi qualità umane, Santos era infatti ritenuto un calciatore estremamente leale e corretto, un professionista esemplare, che spiccava per il duro lavoro, la longevità, la disciplina in allenamento e il comportamento pulito in campo, infatti nella sua lunga e impegnata carriera non fu espulso neppure una volta.

## Carriera

### Giocatore
Terzino della Nazionale brasiliana, Djalma Santos militò nel Portuguesa, nel Palmeiras e nell'Atlético Paranaense, vincendo tre volte il campionato paulista (1959, 1963 e 1966), una volta la Coppa Rio-São Paulo (1965), una volta il campionato brasiliano (1967) e una quello paranaense (1970).
Con la Seleção disputò 98 partite realizzando tre reti. Vinse il campionato del mondo 1958 e il campionato del mondo 1962, formando con l'amico e collega Nílton Santos una solida coppia difensiva. Potente e molto veloce, fu un innovatore nel suo ruolo sperimentando un caposaldo del calcio brasiliano: il terzino d'attacco.
Nel 1963 fu selezionato dalla FIFA fra i campioni che avrebbero sfidato la nazionale inglese in una partita celebrativa per i 100 anni della federazione britannica.

### Dopo il ritiro
Negli anni ottanta visse un lungo periodo in Italia, a Bassano del Grappa, dove aveva aperto, assieme al collega Chinesinho, una scuola calcio; peculiarità della scuola era quella di non esasperare l'agonismo dei ragazzi.
Il 23 luglio 2013 è morto a Uberaba per una grave forma di insufficienza respiratoria e polmonite. Alla sua morte il comune di Uberaba decretò tre giorni di lutto cittadino.

## Statistiche

### Cronologia presenze e reti in nazionale
| Cronologia completa delle presenze e delle reti in nazionale ― Brasile | Cronologia completa delle presenze e delle reti in nazionale ― Brasile | Cronologia completa delle presenze e delle reti in nazionale ― Brasile | Cronologia completa delle presenze e delle reti in nazionale ― Brasile | Cronologia completa delle presenze e delle reti in nazionale ― Brasile | Cronologia completa delle presenze e delle reti in nazionale ― Brasile | Cronologia completa delle presenze e delle reti in nazionale ― Brasile | Cronologia completa delle presenze e delle reti in nazionale ― Brasile |
| Data                                                                   | Città                                                                  | In casa                                                                | Risultato                                                              | Ospiti                                                                 | Competizione                                                           | Reti                                                                   | Note                                                                   |
| ---------------------------------------------------------------------- | ---------------------------------------------------------------------- | ---------------------------------------------------------------------- | ---------------------------------------------------------------------- | ---------------------------------------------------------------------- | ---------------------------------------------------------------------- | ---------------------------------------------------------------------- | ---------------------------------------------------------------------- |
| 10-4-1952                                                              | Santiago del Cile                                                      | Brasile                                                                | 0 – 0                                                                  | Perù                                                                   | Campionato Panamericano                                                | -                                                                      |                                                                        |
| 13-4-1952                                                              | Santiago del Cile                                                      | Brasile                                                                | 5 – 0                                                                  | Panama                                                                 | Campionato Panamericano                                                | -                                                                      |                                                                        |
| 16-4-1952                                                              | Santiago del Cile                                                      | Uruguay                                                                | 2 – 4                                                                  | Brasile                                                                | Campionato Panamericano                                                | -                                                                      |                                                                        |
| 20-4-1952                                                              | Santiago del Cile                                                      | Cile                                                                   | 0 – 3                                                                  | Brasile                                                                | Campionato Panamericano                                                | -                                                                      |                                                                        |
| 1-3-1953                                                               | Lima                                                                   | Brasile                                                                | 8 – 1                                                                  | Bolivia                                                                | Coppa America 1953 - 1º turno                                          | -                                                                      |                                                                        |
| 12-3-1953                                                              | Lima                                                                   | Brasile                                                                | 2 – 0                                                                  | Ecuador                                                                | Coppa America 1953 - 1º turno                                          | -                                                                      |                                                                        |
| 15-3-1953                                                              | Lima                                                                   | Brasile                                                                | 1 – 0                                                                  | Uruguay                                                                | Coppa America 1953 - 1º turno                                          | -                                                                      |                                                                        |
| 19-3-1953                                                              | Lima                                                                   | Perù                                                                   | 1 – 0                                                                  | Brasile                                                                | Coppa America 1953 - 2º turno                                          | -                                                                      |                                                                        |
| 23-3-1953                                                              | Lima                                                                   | Brasile                                                                | 3 – 2                                                                  | Cile                                                                   | Coppa America 1953 - 2º turno                                          | -                                                                      |                                                                        |
| 27-3-1953                                                              | Lima                                                                   | Paraguay                                                               | 2 – 1                                                                  | Brasile                                                                | Coppa America 1953 - 2º turno                                          | -                                                                      |                                                                        |
| 1-4-1953                                                               | Lima                                                                   | Brasile                                                                | 2 – 3                                                                  | Paraguay                                                               | Coppa America 1953 - Semifinale                                        | -                                                                      |                                                                        |
| 28-2-1954                                                              | Santiago del Cile                                                      | Cile                                                                   | 0 – 2                                                                  | Brasile                                                                | Qual. Mondiali 1954                                                    | -                                                                      |                                                                        |
| 7-3-1954                                                               | Asunción                                                               | Paraguay                                                               | 0 – 1                                                                  | Brasile                                                                | Qual. Mondiali 1954                                                    | -                                                                      |                                                                        |
| 14-3-1954                                                              | Rio de Janeiro                                                         | Brasile                                                                | 1 – 0                                                                  | Cile                                                                   | Qual. Mondiali 1954                                                    | -                                                                      |                                                                        |
| 21-3-1954                                                              | Fortaleza                                                              | Brasile                                                                | 4 – 1                                                                  | Brasile                                                                | Qual. Mondiali 1954                                                    | -                                                                      |                                                                        |
| 16-6-1954                                                              | Ginevra                                                                | Brasile                                                                | 5 – 0                                                                  | Messico                                                                | Mondiali 1954 - 1º turno                                               | -                                                                      |                                                                        |
| 19-6-1954                                                              | Losanna                                                                | Jugoslavia                                                             | 1 – 1                                                                  | Brasile                                                                | Mondiali 1954 - 1º turno                                               | -                                                                      |                                                                        |
| 27-6-1954                                                              | Berna                                                                  | Brasile                                                                | 2 – 4                                                                  | Ungheria                                                               | Mondiali 1954 - 1º turno                                               | 1                                                                      |                                                                        |
| 17-11-1955                                                             | Rio de Janeiro                                                         | Brasile                                                                | 3 – 3                                                                  | Paraguay                                                               | Amichevole                                                             | -                                                                      |                                                                        |
| 24-1-1956                                                              | Montevideo                                                             | Brasile                                                                | 1 – 4                                                                  | Cile                                                                   | Coppa America 1956 - 1º turno                                          | -                                                                      |                                                                        |
| 29-1-1956                                                              | Montevideo                                                             | Paraguay                                                               | 0 – 0                                                                  | Brasile                                                                | Coppa America 1956 - 1º turno                                          | -                                                                      |                                                                        |
| 1-2-1956                                                               | Montevideo                                                             | Brasile                                                                | 2 – 1                                                                  | Perù                                                                   | Coppa America 1956 - 1º turno                                          | -                                                                      |                                                                        |
| 5-2-1956                                                               | Montevideo                                                             | Argentina                                                              | 0 – 1                                                                  | Brasile                                                                | Coppa America 1956 - 2º turno                                          | -                                                                      |                                                                        |
| 10-2-1956                                                              | Montevideo                                                             | Uruguay                                                                | 0 – 0                                                                  | Brasile                                                                | Coppa America 1956 - 2º turno                                          | -                                                                      |                                                                        |
| 8-4-1956                                                               | Setúbal                                                                | Portogallo                                                             | 0 – 1                                                                  | Brasile                                                                | Amichevole                                                             | -                                                                      |                                                                        |
| 11-4-1956                                                              | Zurigo                                                                 | Svizzera                                                               | 1 – 1                                                                  | Brasile                                                                | Amichevole                                                             | -                                                                      |                                                                        |
| 15-4-1956                                                              | Vienna                                                                 | Austria                                                                | 2 – 3                                                                  | Brasile                                                                | Amichevole                                                             | -                                                                      |                                                                        |
| 17-4-1956                                                              | Praga                                                                  | Cecoslovacchia                                                         | 0 – 0                                                                  | Brasile                                                                | Amichevole                                                             | -                                                                      |                                                                        |
| 25-4-1956                                                              | Milano                                                                 | Italia                                                                 | 3 – 0                                                                  | Brasile                                                                | Amichevole                                                             | -                                                                      |                                                                        |
| 1-5-1956                                                               | Istanbul                                                               | Turchia                                                                | 0 – 1                                                                  | Brasile                                                                | Amichevole                                                             | 1                                                                      |                                                                        |
| 9-5-1956                                                               | Birmingham                                                             | Inghilterra                                                            | 4 – 2                                                                  | Brasile                                                                | Amichevole                                                             | -                                                                      |                                                                        |
| 12-6-1956                                                              | Colonia                                                                | Germania Ovest                                                         | 2 – 0                                                                  | Brasile                                                                | Amichevole                                                             | -                                                                      |                                                                        |
| 17-6-1956                                                              | Dublino                                                                | Irlanda                                                                | 2 – 5                                                                  | Brasile                                                                | Amichevole                                                             | -                                                                      |                                                                        |
| 24-6-1956                                                              | Lione                                                                  | Francia                                                                | 2 – 1                                                                  | Brasile                                                                | Amichevole                                                             | -                                                                      |                                                                        |
| 1-7-1956                                                               | Salvador                                                               | Brasile                                                                | 2 – 0                                                                  | Italia                                                                 | Amichevole                                                             | -                                                                      |                                                                        |
| 5-8-1956                                                               | Buenos Aires                                                           | Argentina                                                              | 0 – 0                                                                  | Brasile                                                                | Amichevole                                                             | -                                                                      |                                                                        |
| 7-8-1956                                                               | Manaus                                                                 | Brasile                                                                | 0 – 1                                                                  | Cecoslovacchia                                                         | Amichevole                                                             | -                                                                      |                                                                        |
| 9-8-1956                                                               | Porto Alegre                                                           | Brasile                                                                | 4 – 1                                                                  | Norvegia                                                               | Amichevole                                                             | -                                                                      |                                                                        |
| 13-3-1957                                                              | Lima                                                                   | Brasile                                                                | 4 – 2                                                                  | Cile                                                                   | Coppa America 1957 - 1º turno                                          | -                                                                      |                                                                        |
| 21-3-1957                                                              | Lima                                                                   | Ecuador                                                                | 1 – 7                                                                  | Brasile                                                                | Coppa America 1957 - 1º turno                                          | -                                                                      |                                                                        |
| 23-3-1957                                                              | Lima                                                                   | Brasile                                                                | 9 – 0                                                                  | Colombia                                                               | Coppa America 1957 - 1º turno                                          | -                                                                      |                                                                        |
| 28-3-1957                                                              | Lima                                                                   | Uruguay                                                                | 3 – 2                                                                  | Brasile                                                                | Coppa America 1957 - 2º turno                                          | -                                                                      |                                                                        |
| 31-3-1957                                                              | Lima                                                                   | Perù                                                                   | 0 – 1                                                                  | Brasile                                                                | Coppa America 1957 - 2º turno                                          | -                                                                      |                                                                        |
| 3-4-1957                                                               | Lima                                                                   | Brasile                                                                | 0 – 3                                                                  | Argentina                                                              | Coppa America 1957 - 2º turno                                          | -                                                                      |                                                                        |
| 13-4-1957                                                              | Caracas                                                                | Venezuela                                                              | 1 – 1                                                                  | Brasile                                                                | Qual. Mondiali 1958                                                    | -                                                                      |                                                                        |
| 21-4-1957                                                              | Rio de Janeiro                                                         | Brasile                                                                | 2 – 1                                                                  | Venezuela                                                              | Qual. Mondiali 1958                                                    | -                                                                      |                                                                        |
| 18-5-1957                                                              | San Paolo                                                              | Brasile                                                                | 2 – 0                                                                  | Danimarca                                                              | Amichevole                                                             | -                                                                      |                                                                        |
| 29-6-1958                                                              | Stoccolma                                                              | Brasile                                                                | 5 – 2                                                                  | Svezia                                                                 | Mondiali 1958 - Finale                                                 | -                                                                      |                                                                        |
| 21-3-1959                                                              | Buenos Aires                                                           | Bolivia                                                                | 2 – 4                                                                  | Brasile                                                                | Amichevole                                                             | -                                                                      |                                                                        |
| 26-3-1959                                                              | Buenos Aires                                                           | Brasile                                                                | 3 – 1                                                                  | Uruguay                                                                | Amichevole                                                             | -                                                                      |                                                                        |
| 29-3-1959                                                              | Buenos Aires                                                           | Brasile                                                                | 4 – 1                                                                  | Paraguay                                                               | Amichevole                                                             | -                                                                      |                                                                        |
| 4-4-1959                                                               | Buenos Aires                                                           | Argentina                                                              | 1 – 1                                                                  | Brasile                                                                | Amichevole                                                             | -                                                                      |                                                                        |
| 13-5-1959                                                              | Rio de Janeiro                                                         | Brasile                                                                | 2 – 0                                                                  | Inghilterra                                                            | Amichevole                                                             | -                                                                      |                                                                        |
| 17-9-1959                                                              | Rio de Janeiro                                                         | Brasile                                                                | 7 – 0                                                                  | Cile                                                                   | Amichevole                                                             | -                                                                      |                                                                        |
| 20-9-1959                                                              | Fortaleza                                                              | Brasile                                                                | 1 – 0                                                                  | Cile                                                                   | Amichevole                                                             | -                                                                      |                                                                        |
| 29-5-1960                                                              | Il Cairo                                                               | Egitto                                                                 | 0 – 5                                                                  | Brasile                                                                | Amichevole                                                             | -                                                                      |                                                                        |
| 1-5-1960                                                               | Alessandria d'Egitto                                                   | Egitto                                                                 | 1 – 3                                                                  | Brasile                                                                | Amichevole                                                             | -                                                                      |                                                                        |
| 6-5-1960                                                               | Il Cairo                                                               | Egitto                                                                 | 0 – 3                                                                  | Brasile                                                                | Amichevole                                                             | -                                                                      |                                                                        |
| 10-5-1960                                                              | Copenaghen                                                             | Danimarca                                                              | 3 – 4                                                                  | Brasile                                                                | Amichevole                                                             | -                                                                      |                                                                        |
| 25-5-1960                                                              | Buenos Aires                                                           | Argentina                                                              | 4 – 2                                                                  | Brasile                                                                | Amichevole                                                             | 1                                                                      |                                                                        |
| 29-5-1960                                                              | Buenos Aires                                                           | Argentina                                                              | 1 – 4                                                                  | Brasile                                                                | Amichevole                                                             | -                                                                      |                                                                        |
| 3-7-1960                                                               | Asunción                                                               | Paraguay                                                               | 1 – 2                                                                  | Brasile                                                                | Amichevole                                                             | -                                                                      |                                                                        |
| 9-7-1960                                                               | Montevideo                                                             | Uruguay                                                                | 0 – 1                                                                  | Brasile                                                                | Amichevole                                                             | -                                                                      |                                                                        |
| 12-7-1960                                                              | Rio de Janeiro                                                         | Brasile                                                                | 5 – 1                                                                  | Argentina                                                              | Amichevole                                                             | -                                                                      |                                                                        |
| 29-6-1961                                                              | Rio de Janeiro                                                         | Brasile                                                                | 3 – 2                                                                  | Paraguay                                                               | Amichevole                                                             | -                                                                      |                                                                        |
| 21-4-1962                                                              | Rio de Janeiro                                                         | Brasile                                                                | 6 – 0                                                                  | Paraguay                                                               | Amichevole                                                             | -                                                                      |                                                                        |
| 24-4-1962                                                              | San Paolo                                                              | Brasile                                                                | 4 – 0                                                                  | Paraguay                                                               | Amichevole                                                             | -                                                                      |                                                                        |
| 6-5-1962                                                               | San Paolo                                                              | Brasile                                                                | 1 – 2                                                                  | Portogallo                                                             | Amichevole                                                             | -                                                                      |                                                                        |
| 9-5-1962                                                               | Rio de Janeiro                                                         | Brasile                                                                | 1 – 0                                                                  | Portogallo                                                             | Amichevole                                                             | -                                                                      |                                                                        |
| 12-5-1962                                                              | Rio de Janeiro                                                         | Brasile                                                                | 3 – 1                                                                  | Galles                                                                 | Amichevole                                                             | -                                                                      |                                                                        |
| 30-5-1962                                                              | Viña del Mar                                                           | Brasile                                                                | 2 – 0                                                                  | Messico                                                                | Mondiali 1962 - 1º turno                                               | -                                                                      |                                                                        |
| 2-6-1962                                                               | Viña del Mar                                                           | Brasile                                                                | 0 – 0                                                                  | Cecoslovacchia                                                         | Mondiali 1962 - 1º turno                                               | -                                                                      |                                                                        |
| 6-6-1962                                                               | Viña del Mar                                                           | Brasile                                                                | 2 – 1                                                                  | Spagna                                                                 | Mondiali 1962 - 1º turno                                               | -                                                                      |                                                                        |
| 10-6-1962                                                              | Viña del Mar                                                           | Inghilterra                                                            | 1 – 3                                                                  | Brasile                                                                | Mondiali 1962 - Quarti di finale                                       | -                                                                      |                                                                        |
| 13-6-1962                                                              | Santiago del Cile                                                      | Brasile                                                                | 4 – 2                                                                  | Cile                                                                   | Mondiali 1962 - Semifinale                                             | -                                                                      |                                                                        |
| 17-6-1962                                                              | Santiago del Cile                                                      | Brasile                                                                | 3 – 1                                                                  | Cecoslovacchia                                                         | Mondiali 1962 - Finale                                                 | -                                                                      |                                                                        |
| 13-4-1963                                                              | San Paolo                                                              | Brasile                                                                | 2 – 3                                                                  | Argentina                                                              | Amichevole                                                             | -                                                                      |                                                                        |
| 16-4-1963                                                              | Rio de Janeiro                                                         | Brasile                                                                | 5 – 2                                                                  | Argentina                                                              | Amichevole                                                             | -                                                                      |                                                                        |
| 21-4-1963                                                              | Lisbona                                                                | Portogallo                                                             | 1 – 0                                                                  | Brasile                                                                | Amichevole                                                             | -                                                                      |                                                                        |
| 24-4-1963                                                              | Bruxelles                                                              | Belgio                                                                 | 5 – 1                                                                  | Brasile                                                                | Amichevole                                                             | -                                                                      |                                                                        |
| 28-4-1963                                                              | Marsiglia                                                              | Francia                                                                | 2 – 3                                                                  | Brasile                                                                | Amichevole                                                             | -                                                                      |                                                                        |
| 17-5-1963                                                              | Alessandria d'Egitto                                                   | Egitto                                                                 | 0 – 1                                                                  | Brasile                                                                | Amichevole                                                             | -                                                                      |                                                                        |
| 19-5-1963                                                              | Gerusalemme                                                            | Israele                                                                | 0 – 5                                                                  | Brasile                                                                | Amichevole                                                             | -                                                                      |                                                                        |
| 2-6-1963                                                               | Rio de Janeiro                                                         | Brasile                                                                | 5 – 0                                                                  | Belgio                                                                 | Amichevole                                                             | -                                                                      |                                                                        |
| 6-6-1963                                                               | Rio de Janeiro                                                         | Brasile                                                                | 2 – 0                                                                  | Germania Ovest                                                         | Amichevole                                                             | -                                                                      |                                                                        |
| 9-6-1963                                                               | Salvador                                                               | Brasile                                                                | 0 – 0                                                                  | Argentina                                                              | Amichevole                                                             | -                                                                      |                                                                        |
| 17-6-1965                                                              | Orano                                                                  | Algeria                                                                | 0 – 3                                                                  | Brasile                                                                | Amichevole                                                             | -                                                                      |                                                                        |
| 24-6-1965                                                              | Lisbona                                                                | Portogallo                                                             | 0 – 1                                                                  | Brasile                                                                | Amichevole                                                             | -                                                                      |                                                                        |
| 30-6-1965                                                              | Stoccolma                                                              | Svezia                                                                 | 1 – 2                                                                  | Brasile                                                                | Amichevole                                                             | -                                                                      |                                                                        |
| 4-7-1965                                                               | Mosca                                                                  | Unione Sovietica                                                       | 0 – 3                                                                  | Brasile                                                                | Amichevole                                                             | -                                                                      |                                                                        |
| 7-9-1965                                                               | Belo Horizonte                                                         | Brasile                                                                | 2 – 0                                                                  | Uruguay                                                                | Amichevole                                                             | -                                                                      |                                                                        |
| 21-11-1965                                                             | Rio de Janeiro                                                         | Brasile                                                                | 2 – 2                                                                  | Unione Sovietica                                                       | Amichevole                                                             | -                                                                      |                                                                        |
| 15-5-1966                                                              | San Paolo                                                              | Brasile                                                                | 1 – 1                                                                  | Cile                                                                   | Amichevole                                                             | -                                                                      |                                                                        |
| 8-6-1966                                                               | Rio de Janeiro                                                         | Brasile                                                                | 2 – 1                                                                  | Polonia                                                                | Amichevole                                                             | -                                                                      |                                                                        |
| 12-7-1966                                                              | Liverpool                                                              | Brasile                                                                | 2 – 0                                                                  | Bulgaria                                                               | Mondiali 1966 - 1º turno                                               | -                                                                      |                                                                        |
| 15-7-1966                                                              | Liverpool                                                              | Ungheria                                                               | 3 – 1                                                                  | Brasile                                                                | Mondiali 1966 - 1º turno                                               | -                                                                      |                                                                        |
| 9-6-1968                                                               | San Paolo                                                              | Brasile                                                                | 2 – 0                                                                  | Uruguay                                                                | Amichevole                                                             | -                                                                      |                                                                        |
| Totale                                                                 |                                                                        | Presenze (9º posto)                                                    | 98                                                                     |                                                                        | Reti                                                                   | 3                                                                      |                                                                        |

## Palmarès

### Club
- Torneo Rio-San Paolo: 3

Portuguesa: 1952, 1955
Palmeiras: 1965
- Campionato paulista: 3

Palmeiras: 1959, 1963, 1966
- Taça Brasil: 2

Palmeiras: 1960, 1967
- Torneo Roberto Gomes Pedrosa: 1

Palmeiras: 1967

### Nazionale
- Campionato mondiale: 2

Svezia 1958, Cile 1962
- Campionato Panamericano: 1

1952

### Individuale
- All-Star Team del campionato mondiale: 3

1954, 1958, 1962
- World Soccer World XI: 3

1962, 1963, 1965
- FIFA XI (1963)[16]
- FIFA World Cup All-Time Team (1994)
- FIFA 100 (2004)[17]
- The Best of The Best – Player of the Century: Top 50[18]
- Hall of Fame del Museo del Calcio Brasiliano
- Candidato al Dream Team del Pallone d'oro (2020)